# Llac Burera
El llac Burera o Bulera és un llac del nord-oest de Ruanda. Fa frontera amb Uganda als vessants meridionals de la muntanya Muhabura.
Es troba a l'est del llac Ruhondo i Musanze.